# Burna (Kentucky)
Burna es un lugar designado por el censo ubicado en el condado de Livingston en el estado estadounidense de Kentucky. En el Censo de 2010 tenía una población de 257 habitantes y una densidad poblacional de 73,56 personas por km².

## Geografía
Burna se encuentra ubicado en las coordenadas 37°14′42″N 88°21′29″O / 37.24500, -88.35806. Según la Oficina del Censo de los Estados Unidos, Burna tiene una superficie total de 3.49 km², de la cual 3.48 km² corresponden a tierra firme y (0.37%) 0.01 km² es agua.

## Demografía
Según el censo de 2010, había 257 personas residiendo en Burna. La densidad de población era de 73,56 hab./km². De los 257 habitantes, Burna estaba compuesto por el 98.44% blancos, el 0% eran afroamericanos, el 0% eran amerindios, el 0% eran asiáticos, el 0% eran isleños del Pacífico, el 0% eran de otras razas y el 1.56% pertenecían a dos o más razas. Del total de la población el 0.39% eran hispanos o latinos de cualquier raza.